# SN 2011cc
SN 2011cc – supernowa typu IIn odkryta 17 marca 2011 roku w galaktyce IC4612. W momencie odkrycia miała maksymalną jasność 17,70m.